# Ärztekammer Hamburg

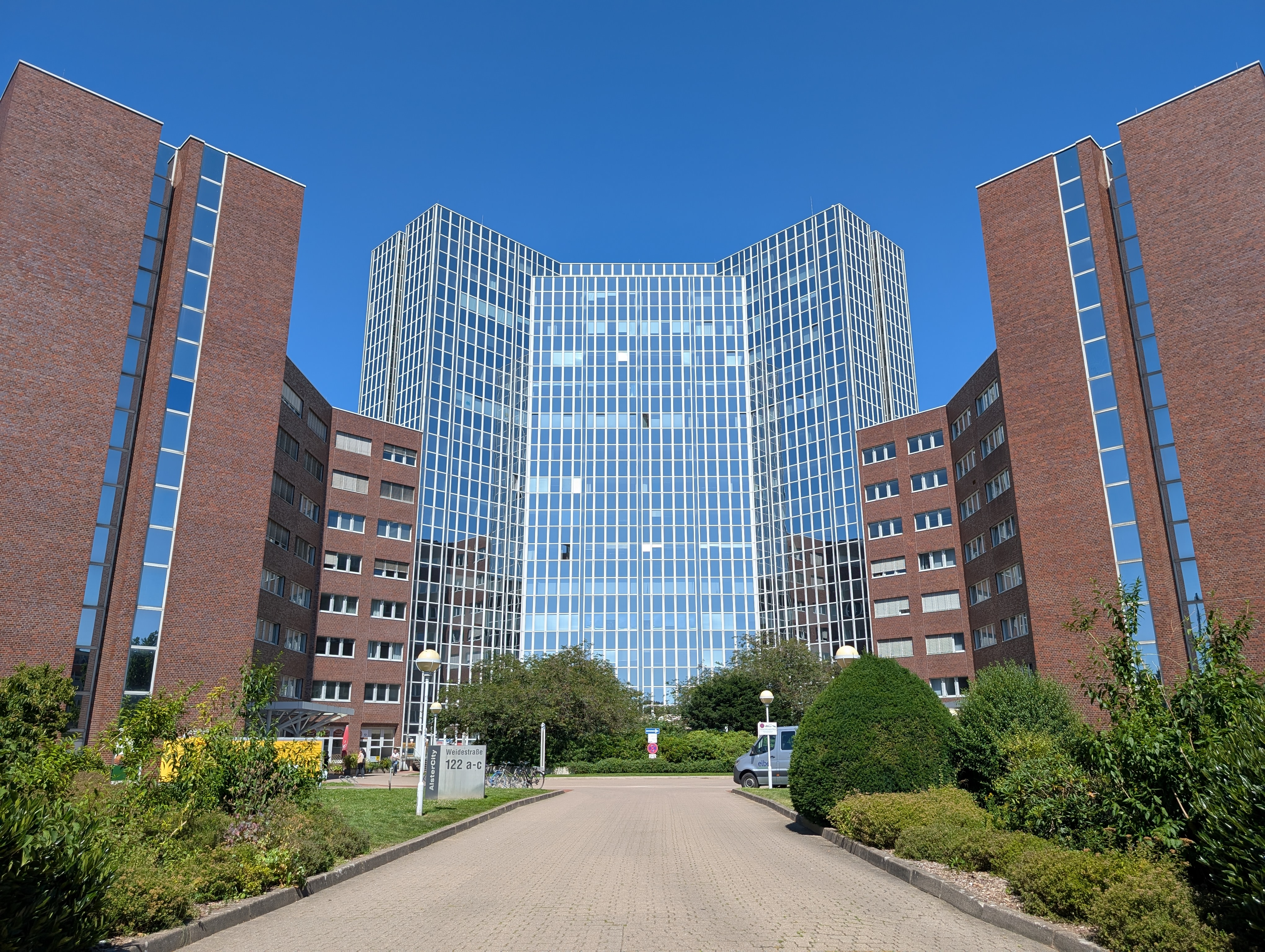
Sitz der Ärztekammer Hamburg in der Weidestraße 122b

Die Ärztekammer Hamburg ist die berufliche Selbstverwaltungsorganisation der rund 19.500 Ärztinnen und Ärzte für das Bundesland Hamburg. Sie wurde 1895 gegründet und hat ihren Sitz im Hamburger Stadtteil Barmbek-Süd.

## Organisation
Vorstand (Präsident, Vizepräsidentin, fünf weitere Mitglieder, gewählt von der Delegiertenversammlung), sowie die Delegiertenversammlung als Parlament der Ärztekammer Hamburg.
Hauptamtliche Geschäftsstelle mit Geschäftsführung, diverse Abteilungen (z. B. Weiterbildung, Berufsausbildung Medizinische Fachangestellte, Fortbildungsakademie, Kommunikation & Politik, IT, Patientenberatung, Recht, Qualitätsmanagement etc.).

## Aufgaben
Die Ärztekammer Hamburg vertritt die Interessen der in Hamburg tätigen Ärztinnen und Ärzte und organisiert deren berufliche Selbstverwaltung. Ihre Aufgaben ergeben sich aus dem Hamburgischen Kammergesetz für die Heilberufe (HmbKGH). Zu ihren zentralen Aufgaben gehören die Ausgestaltung der ärztlichen Berufsordnung, die Organisation und Durchführung der ärztlichen Weiterbildung sowie die Mitwirkung an der Versorgungssicherheit im Gesundheitswesen.
Darüber hinaus ist die Kammer für die Qualitätssicherung und die ärztliche Fortbildung zuständig und übernimmt die Organisation der Ausbildung von Medizinischen Fachangestellten. Sie führt die Berufsaufsicht über die in Hamburg tätigen Ärztinnen und Ärzte und ihre Begutachtungskommission bietet Patienten und Patientinnen, Ärzten und Ärztinnen sowie medizinischen Einrichtungen im Fall eines vermuteten Behandlungsfehlers die Möglichkeit einer außergerichtlichen Klärung an.
Die Ärztekammer Hamburg engagiert sich zudem in gesundheitspolitischen Fragen auf Landesebene. Sie bringt sich in Gesetzgebungsverfahren ein, erarbeitet Stellungnahmen zu aktuellen Entwicklungen im Gesundheitswesen und beteiligt sich an Präventionsprojekten sowie öffentlichen Gesundheitskampagnen.

## Geschichte

### Ärztlicher Verein Hamburg (1816–1895)
Die Ursprünge der Ärztekammer Hamburg liegen im Ärztlichen Verein Hamburg, der 1816 gegründet wurde. Der Verein verfolgte das Ziel, das medizinische Wissen seiner Mitglieder durch Vorträge und Fachliteratur zu erweitern und bedürftige Ärzte sowie deren Familien zu unterstützen. Ab den 1880er Jahren wandte sich der Verein zunehmend gesundheitspolitischen Fragen zu. Er forderte mehr Autonomie für die Ärzteschaft und setzte sich gegenüber dem Hamburger Senat für die Übertragung disziplinarischer Zuständigkeiten auf berufsständische Gremien ein, jedoch zunächst ohne Erfolg.

### Gründung der Ärztekammer Hamburg (1895)
Ein Umdenken in der öffentlichen Verwaltung wurde durch die Choleraepidemie von 1892 ausgelöst, der in Hamburg fast 9.000 Menschen zum Opfer fielen. Das unzureichende Krisenmanagement führte 1893 zur Verabschiedung einer neuen Ärzteordnung, die im Dezember 1894 verkündet wurde. Auf dieser Grundlage fand am 25. April 1895 die konstituierende Sitzung der Ärztekammer Hamburg mit 14 teilnehmenden Ärzten statt.
Die erste Satzung sah eine gewählte Vertretung von 15 Ärzten vor, verpflichtete alle Mitglieder zu Beitragszahlungen und regelte Aufgaben in der öffentlichen Gesundheitsfürsorge. Die Ärztekammer hatte Disziplinargewalt bei berufsrechtlichem Fehlverhalten, war jedoch noch nicht als eigenständige Körperschaft des öffentlichen Rechts organisiert und blieb eng an die städtische Gesundheitsverwaltung angebunden.

### Zeit des Nationalsozialismus (1933–1945)
Mit der Machtübernahme der Nationalsozialisten im Jahr 1933 wurde die ärztliche Selbstverwaltung in Hamburg vollständig abgeschafft. Die Ärztekammer Hamburg wurde aufgelöst und durch einen vom Gesundheitssenator eingesetzten Vorstand ersetzt. Auch die Kassenärztliche Vereinigung Hamburg wurde im August desselben Jahres aufgelöst. Beide Institutionen gingen 1936 in der zentralistisch geführten Reichsärztekammer auf und wurden zu einer unselbständigen Ortsgruppe.
Im Zuge der nationalsozialistischen Rassenpolitik beteiligten sich auch Hamburger Ärzte und die ärztlichen Verwaltungsorgane an der systematischen Verfolgung jüdischer Ärztinnen und Ärzte. In Hamburg waren etwa 25 % der Ärztinnen und Ärzte jüdischer Herkunft. Viele wurden entrechtet, vertrieben oder ermordet. Widerstand aus der Kammer oder von Kolleginnen und Kollegen blieb weitgehend aus. Eine Gedenktafel in der heutigen Fortbildungsakademie der Ärztekammer Hamburg erinnert an 437 entrechtete und 44 ermordete jüdische Ärztinnen und Ärzte aus Hamburg. Die Historikerin Anna von Villiez hat deren Schicksale in einer umfassenden Publikation „Mit aller Kraft verdrängt. Entrechtung und Verfolgung „nicht arischer“ Ärzte in Hamburg 1933 bis 1945“ dokumentiert.

### Neugründung nach 1945
Unmittelbar nach dem Ende des Zweiten Weltkriegs, am 15. und 16. Mai 1945, traten unbelastete Mitglieder der vormaligen Ärztekammer und der Kassenärztlichen Vereinigung zusammen, um die ständische Selbstverwaltung in Hamburg wiederherzustellen. Die Ärztekammer wurde zunächst kommissarisch reorganisiert. In den folgenden Jahren erhielt sie durch das Hamburger Ärztegesetz von 1949 ihren rechtlichen Status als Körperschaft des öffentlichen Rechts zurück. Damit war die Grundlage für eine demokratisch legitimierte ärztliche Selbstverwaltung gelegt.

### Entwicklung seit 1949 und gesellschaftliche Rolle
Mit dem Hamburger Ärztegesetz von 1949 erhielt die Ärztekammer Hamburg ihren rechtlichen Status als Körperschaft des öffentlichen Rechts zurück. In den folgenden Jahrzehnten entwickelte sie sich zu einer modernen berufsständischen Vertretung mit weitreichenden Zuständigkeiten in Fortbildung, Berufsausübung, Ethik und Gesundheitspolitik. Sie etablierte sich als fester Bestandteil des Hamburger Gesundheitswesens und als Akteur in gesellschaftlichen Debatten.
Heute besteht die Delegiertenversammlung, also das Hamburger Ärzteparlament, aus 57 gewählten Mitgliedern, darunter seit der Kammerwahl 2022 erstmals eine Mehrheit von Frauen. Aus ihrer Mitte wählt sie einen siebenköpfigen Vorstand, der die Kammer politisch vertritt, berufspolitische Positionen entwickelt und die Beschlüsse der Versammlung umsetzt.
Die Ärztekammer Hamburg wird von rund 100 hauptamtlichen Mitarbeitenden unterstützt und durch das ehrenamtliche Engagement zahlreicher Ärztinnen und Ärzte ergänzt. Neben der berufsrechtlichen Aufsicht befasst sie sich mit Themen wie Versorgungsgerechtigkeit, Prävention und ethischen Fragestellungen im Gesundheitswesen. Die kontinuierliche Weiterentwicklung der Weiterbildungsordnung sowie die Fortbildungsakademie der Kammer dienen der fachlichen Qualifikation der Hamburger Ärzteschaft und der Sicherung der Behandlungsqualität.
Am 10. Dezember 2018 wurde Pedram Emami in der Delegiertenversammlung zum Präsidenten gewählt.
Im März 2023 ist die Ärztekammer Hamburg der Charta der Vielfalt beigetreten.

## Zeitschrift
Das Hamburger Ärzteblatt ist die Zeitschrift für die gesamte Hamburger Ärzteschaft. Es wird gemeinsam von der Ärztekammer Hamburg und Kassenärztlicher Vereinigung Hamburg herausgegeben. Das Ärzteblatt veröffentlicht vor allem Artikel zu gesundheitspolitischen Themen und medizinische Fachartikel von Hamburger Ärztinnen und Ärzten.